# Władysław Lenkiewicz
Władysław Stefan Lenkiewicz (ur. 10 kwietnia 1916 we Lwowie, zm. 5 października 2012 w Krakowie) – inżynier, pisarz i poeta, narciarz. Prof. dr hab. nauk technicznych o specjalności metodologia projektowania, trybologia.
Jako inżynier, naukowiec i narciarz używał imienia Władysław, a swoją twórczość literacką podpisywał imieniem Stefan.

## Życiorys
Urodził się we Lwowie, w rodzinie Adama, nauczyciela gimnazjalnego, i Olgi z Pazirskich (zm. 1963 w Rabce), nauczycielki w szkole podstawowej. Ukończył szkołę podstawową i gimnazjum staro-klasyczne we Lwowie w roku 1934. Studiował na Wydziale Mechanicznym Politechniki Lwowskiej, na kierunku konstrukcji. Wyspecjalizował się w pojazdach mechanicznych. Dyplom ukończenia studiów wyższych otrzymał we Lwowie w styczniu 1941 r. W tym samym roku stracił ojca aresztowanego i rozstrzelanego przez Rosjan za działalność w konspiracji. 
W 1941 r. ożenił się z Zofią z Winnickich (1920–1990), studentką biologii Uniwersytetu im. Jana Kazimierza we Lwowie. Po ukończeniu studiów na Uniwersytecie Jagiellońskim w Krakowie i do emerytury pracowała w Zakładzie Psychologii i Etologii Zwierząt UJ jako pracownik naukowy.
Podczas II wojny światowej, zanim został asystentem w Katedrze Maszyn Dźwigowych Instytutu Politechnicznego (Politechnika Lwowska), Władysław Lenkiewicz podejmował się różnych zajęć dla utrzymania rodziny, będąc m.in. szefem kontroli technicznej, kierowcą, ślusarzem, kreślarzem, kierownikiem warsztatów mechanicznych. W 1944 został aresztowany przez NKWD, skąd udało mu się wydostać na wolność z początkiem 1945, by w kwietniu opuścić Lwów i osiedlić się z rodziną w okolicach Krakowa.
W pierwszych latach po wojnie założył wraz z żoną szkołę jazdy samochodowej w Kalwarii Zebrzydowskiej, a w latach 50. rozpoczął pracę na Akademii Górniczo-Hutniczej w Krakowie na stanowisku starszego asystenta w Katedrze Części Maszyn. Po przepracowaniu 36 lat na tej uczelni, w 1986 przeszedł na emeryturę jako profesor nadzwyczajny. Do końca życia konsultował prace naukowe swoich byłych pracowników i wychowanków. 
Zmarł w Krakowie, pochowany na Cmentarzu Podgórskim (nowym,) (kwatera XLI–8–9).

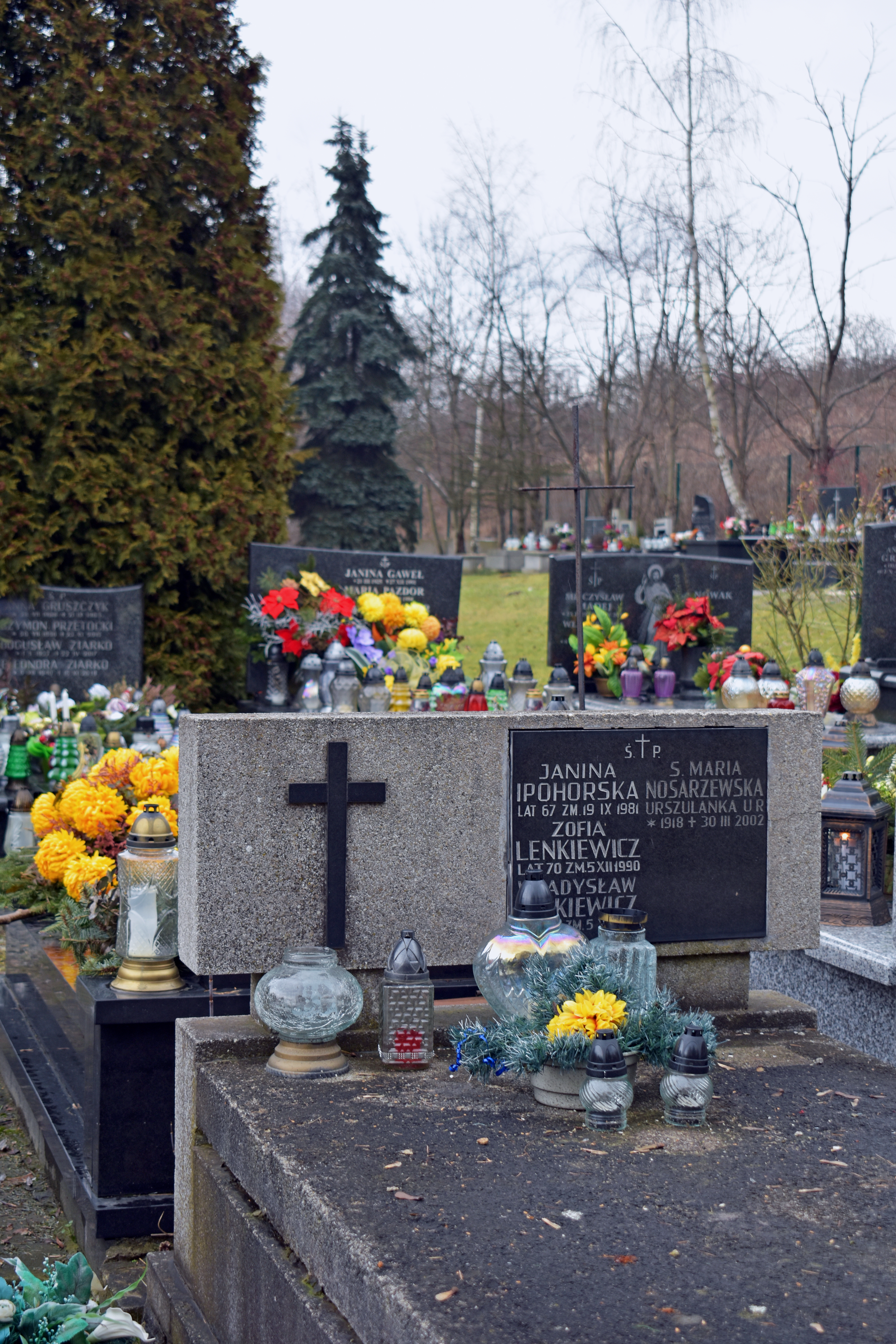
Grób Janiny Ipohorskiej i Władysława Lenkiewicza na nowym cmentarzu Podgórskim w Krakowie.

## Działalność naukowa
Władysław Lenkiewicz specjalizował się w trzech dziedzinach: tribologii, metodologii projektowania i teorii eksploatacji obiektów technicznych. W 1948 nostryfikował dyplom Politechniki Lwowskiej na Politechnice Śląskiej. Pracę doktorską obronił w 1962, a pracę habilitacyjną w 1968 roku. Adiunktem mianowano go w 1953, docentem w 1968, a profesorem nadzwyczajnym w 1979 roku. Był autorem 170 prac naukowych i promotorem 15. doktorów z dziedzin tribologii i teorii eksploatacji. Opracował 42 recenzje prac doktorskich i habilitacyjnych oraz wiele wniosków na stopień profesora. Był przez trzy kadencje członkiem Komitetu Naukoznawstwa Polskiej Akademii Nauk. Był też członkiem innych Komisji PAN i Towarzystw Naukowych. Organizował wiele konferencji i zjazdów naukowych, także o zasięgu ogólnopolskim. Po przejściu na emeryturę zainicjował projekt finansowany przez Komitet Badań Naukowych i był jego głównym konsultantem oraz autorem lub współautorem dziewięciu prac naukowych, drukowanych w czasopismach krajowych i zagranicznych. Był twórcą czterech patentów i laureatem nagród Ministra Szkolnictwa Wyższego i Rektora Uczelni. Przez wiele lat był członkiem Związku Nauczycielstwa Polskiego.
Osiągnięcia naukowe
- stworzenie międzywydziałowego, interdyscyplinarnego ośrodka twórczego projektowania i zorganizowanie dwóch ogólnopolskich konferencji w tej dziedzinie;
- stworzenie ośrodka dynamiki procesów tarcia w AGH w Krakowie;
- inicjatywa wprowadzenia kształcenia w kierunkach eksploatacji, tribologii i niezawodności eksploatacyjnej na Wydziale Części Maszyn AGH;
- liczne publikacje w dziedzinie metodologii projektowania m.in. opracowanie, wraz z doc. B. Machowskim, sześciu metod projektowania, o nazwie LEMACH, częściowo wdrożonych w biurach projektów;
- stworzenie metody „projektowania intuicyjnego”;
- nowe podejście do ocen niezawodności skojarzeń tribologicznych (rozdzielenie niezawodności procesów i węzłów tarcia);
- kierowanie i koordynacja ogólnopolskich badań dotyczących kształcenia w dziedzinie eksploatacji.

## Działalność zawodowa poza uczelnią
Od 1953 r. do 1990 r. Władysław Lenkiewicz był ekspertem Zespołu Rzeczoznawców Techniki Samochodowej i Ruchu Drogowego w Krakowie. W końcowych latach kariery zawodowej był również ekspertem międzynarodowym w tej dziedzinie. Wykonał ponad 3500 ekspertyz. Od 1954 r. był biegłym Sądu Wojewódzkiego w Krakowie w zakresie techniki samochodowej i ruchu drogowego. W latach sześćdziesiątych był współautorem planu regulacji ruchu w mieście Krakowie. W tym też okresie, równolegle z pracą na uczelni, pracował przez dwa lata jako nauczyciel w Liceum Mechanicznym w Krakowie.

## Działalność sportowa i turystyczna
Główną pasją Władysława Lenkiewicza było narciarstwo oraz turystyka górska. Na nartach jeździł od dziecka. Uczył go ojciec, zamiłowany narciarz i turysta. Przed II wojną światową Władysław Lenkiewicz startował w zawodach narciarskich w konkurencjach alpejskich. Uprawiał też turystykę letnią i narciarską w Karpatach Wschodnich i w Tatrach. Od 1950 r. był instruktorem narciarskim, a w 1953 r. został mianowany instruktorem wykładowcą Polskiego Związku Narciarskiego i instruktorem międzynarodowym. Przez wiele lat szkolił instruktorów narciarstwa i narciarzy na obozach PTTK i AGH w Krościenku n. Dunajcem oraz w Bukowinie Tatrzańskiej. Pracował społecznie w Komisji Turystyki Narciarskiej PTTK, przez kilka lat jako vice-prezes, w Polskim Związku Narciarskim jako przewodniczący Komisji Bezpieczeństwa i Profilaktyki w narciarstwie, jako sędzia związkowy PZN oraz jako wykładowca turystyki narciarskiej. Przez wiele lat był przewodniczącym największej wówczas w Polsce sekcji narciarskiej klubu Kolejarz-Olsza w Krakowie. Otrzymał liczne odznaczenia w dziedzinie narciarstwa i turystyki górskiej oraz Odznakę Zasłużonego Działacza Turystyki przyznaną przez Główny Komitet Kultury Fizycznej i Sportu.
Po wojnie startował w zawodach narciarskich, brał udział w rajdach i czterokrotnie reprezentował Polskę na Międzynarodowych Kongresach Nauczycieli Narciarstwa (Badgastein, Monte Bondone, Zakopane, Strbskie Pleso). Był też biegłym Sądu Wojewódzkiego w Krakowie ds. narciarstwa i wypadków narciarskich.
Poza narciarstwem i turystyką Władysław Lenkiewicz uprawiał w młodych latach lekkoatletykę, szybownictwo, kajakarstwo, płetwonurkowanie i wspinaczkę wysokogórską (był przez pewien czas członkiem Klubu Wysokogórskiego). Przed wojną brał wraz z ojcem udział w rajdach samochodowych jako kierowca i pilot. Poza rajdami i narciarstwem zjazdowym wymienione sporty uprawiał niezawodniczo. W latach 50. zaprzestał uprawiania wspinaczek po poważnym wypadku lawinowym. Narciarstwo i turystykę uprawiał do sędziwego wieku (86 lat).
Osiągnięcia w działalności sportowo–turystycznej
- „Kodeks Narciarski czyli narciarski savoir vivre”, opracowany wraz z mec. Andrzejem Rozmarynowiczem, 1969, 1973, 1992;
- „Narty, narty, narty”, poradnik narciarski pod redakcją Władysława Lenkiewicza, 1996;
- 5 filmów szkoleniowych dotyczących bezpieczeństwa i profilaktyki w narciarstwie oraz foldery;
- organizacja kursu dla kandydatów na biegłych sądowych specjalizujących się w wypadkach narciarskich.

## Twórczość literacka
Władysław Lenkiewicz miał uzdolnienia literackie, które przejawiły się w gimnazjum, gdzie był przewodniczącym Koła Polonistów. W czasie studiów i w czasach wojennych pisał dla siebie, a po wojnie związał się z Tygodnikiem Przekrój, gdzie drukował swoje opowiadania. W latach 50. założył na AGH wewnętrzną gazetę pt. „Wektor”, której był naczelnym redaktorem i jako pierwszy publikował w niej rysunki i wiersze Adama Macedońskiego. Po przejściu na emeryturę opublikował pod pseudonimem Stefan Lenkiewicz 4 tomy opowiadań i 2 tomy poetyckie. Według jego scenariuszy zrealizowano 5 filmów krótkometrażowych. Na podstawie jego opowiadań powstały dwa słuchowiska radiowe. Był członkiem Stowarzyszenia Pisarzy Polskich, Oddział w Krakowie.
Tomy opowiadań:
- „Kuternoga na linie” (1985),
- „Na nartach w Czarnohorze” (1990),
- „Dawnymi szlakami Gorganów” (1996),
- „Projektant ptaków i inne opowiadania” (1999),

Tomiki poetyckie:
- „Wynikanie” (1994)
- „Świat pod powiekami” (1999)

## Ordery i odznaczenia
- Krzyż Kawalerski Orderu Odrodzenia Polski
- Złoty Krzyż Zasługi
- Medal 40-lecia Polski Ludowej
- Medal 10-lecia Polski Ludowej (19 stycznia 1955)[6]
- Złota Odznaka „Zasłużonemu w rozwoju województwa katowickiego”
- Złota Odznaka „Za pracę społeczną dla miasta Krakowa”